# Lake Nona
Lake Nona ist ein Teilort der Stadt Orlando im Bundesstaat Florida der Vereinigten Staaten und eine Planstadt.

## Geographie

### Lage
Lake Nona liegt am gleichnamigen See wenige Meter südöstlich des Orlando International Airport. Die Nachbarorte sind Kissimmee, Oak Ridge, St. Cloud und Conway. Durch den Ort führt die Florida State Road 417.

### Gliederung
Lake Nona ist in vier Stadtteile gegliedert:
- Lake Nona Central[2], einschließlich VillageWalk am Lake Nona
- Lake Nona Estates[3], einschließlich des Lake Nona Golf & Country Club
- Lake Nona South[4], einschließlich der Wohnsiedlungen Medical City und Laureate Park
- Northlake Park[5] am Lake Nona, der die separaten Siedlungen von Morningside am Lake Nona und Waters Edge am Lake Nona umfasst

Das Viertel Education Village (ehemals Narcoossee Groves) liegt außerhalb der ursprünglichen Grenzen von Lake Nona. Die Lake Nona High School und der Lake Nona Campus des Valencia College befinden sich dort.

### Klima
Lake Nona liegt in der feucht subtropischen Klimazone (Ostseitenklima). In der Zeit von Juni bis November wird es von teils heftigen tropischen Stürmen (Hurrikanen) heimgesucht. Die Winter sind mit Temperaturen um 25 °C warm. Schnee ist sehr selten.

## Kultur und Sehenswürdigkeiten
- Lake Nona Sculpture Garden[6], ein rund 4600 m² großer palmenbestandener Skulpturenpark mit mehr als 500 Kunstwerken der Lewis Collection.

## Bildung

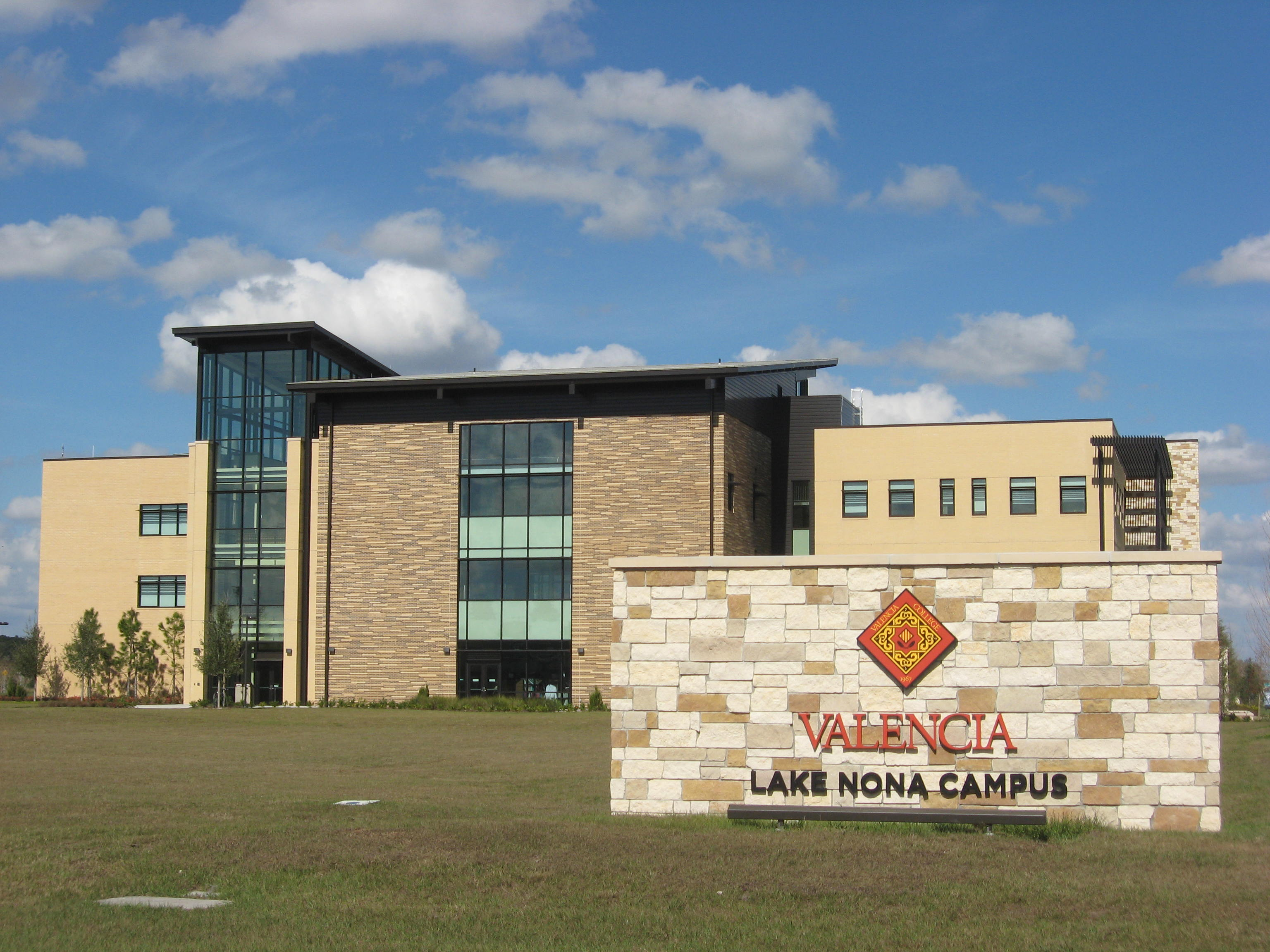
Lake Nona College

Lake Nona hat die Bildungseinrichtungen Lake Nona High School, Lake Nona Middle School, Northlake Park Elementary School, Laureate Park Elementary School und Village Park Elementary. Außerdem liegt im Gebiet von Lake Nona die Lake Nona Medical City mit dem UCF College of Medicine, einem Wissenschaftspark für Gesundheit und Biowissenschaften der University of Central Florida’s Health Sciences, dem College of Medicine und der Burnett School of Biomedical Sciences.

## Vertiport
Das Luftfahrtunternehmen Lilium plante, in Lake Nona einen seiner Vertiports, den ersten in den USA, zu eröffnen. Seine Fertigstellung war für 2025 vorgesehen.